# NGC 3701
NGC 3701 é uma galáxia espiral (Sbc) localizada na direcção da constelação de Leo. Possui uma declinação de +24° 05' 37" e uma ascensão recta de 11 horas, 29 minutos e 28,8 segundos.
A galáxia NGC 3701 foi descoberta em 10 de Abril de 1785 por William Herschel.